# Jacopo Sandron
Jacopo Sandron (né le 1er mai 1998 à Turin) est un lutteur italien, spécialiste de lutte gréco-romaine. Il remporte la médaille de bronze lors des Championnats d'Europe 2018 dans la catégorie des moins de 60 kg.